# مدفون (نهم)

تعديل مصدري - تعديل

مدفون هي إحدى قرى عزلة الحنشات بمديرية نهم التابعة لمحافظة صنعاء، بلغ تعداد سكانها 220 نسمة حسب تعداد اليمن لعام 2004.